# Roanoke Rapids
Roanoke Rapids ist eine City im Halifax County des US-Bundesstaates North Carolina. Das U.S. Census Bureau ermittelte bei der Volkszählung 2020 eine Einwohnerzahl von 15.229.

## Geografie
Die Stadt liegt am östlichen Rand des North Carolina Piedmont, am Roanoke River an der Fall Line, die das Gebiet markiert, in dem eine Hochlandregion (kontinentales Grundgestein) und eine Küstenebene (Küstenalluvien) aufeinandertreffen. Die Fall Line ist typischerweise dort markant, wo ein Fluss sie kreuzt, denn dort gibt es meist Stromschnellen oder Wasserfälle. Aufgrund dieser Merkmale konnten Flussboote typischerweise nicht weiter landeinwärts fahren. Da Siedlungen einen Hafen und eine schnelle Versorgung mit Wasserkraft benötigten, entwickelten sie sich oft dort, wo der Fluss die Falllinie kreuzt. Der Roanoke River und seine Wasserfälle inspirierten die Entwicklung von Roanoke Rapids; Geschäftsleute wie Sam Patterson und andere Textilfabrikanten nutzten den Fluss zum Antrieb ihrer Mühlen.

## Demografie
Nach der Schätzung von 2019 leben in Roanoke Rapids 14.320 Menschen. Die Bevölkerung teilte sich im selben Jahr auf in 59,6 % Weiße, 35,7 % Afroamerikaner, 1,3 % amerikanische Ureinwohner, 1,9 % Asiaten, 0,3 % Ozeanier und 1,2 % mit zwei oder mehr Ethnizitäten. Hispanics oder Latinos aller Ethnien machten 5,9 % der Bevölkerung aus. Das mittlere Haushaltseinkommen lag bei 37.575 US-Dollar und die Armutsquote bei 25,7 %.

## Söhne und Töchter der Stadt
- George Grizzard (1928–2007), Footballspieler